# 托爾戈維齊亞
托爾戈維齊亞（烏克蘭語：Торговиця），是烏克蘭西北部的村莊，隸屬里夫內州的杜布諾區。該村始建於1265年，面積9.86平方公里，海拔高度213米，2004年人口383，人口密度每平方公里38.84人。
50°33′19″N 25°23′50″E / 50.55528°N 25.39722°E